# ATP Challenger Series 1994
L'ATP Challenger Series è il secondo livello di tornei per professionisti organizzata dall'ATP. Il circuito prevede tornei con un montepremi che può variare da 25.000 a 150.000 dollari.

## Gennaio
| Settimana  | Torneo                                                                                            | Campioni                                   | Finalisti                         | Semifinalisti                | Eliminati ai quarti                                      |
| ---------- | ------------------------------------------------------------------------------------------------- | ------------------------------------------ | --------------------------------- | ---------------------------- | -------------------------------------------------------- |
| 3 gennaio  | Wellington Challenger 1994 Wellington, Nuova Zelanda Cemento $50 000+H Singolare - Doppio         | Todd Woodbridge 6–3, 6–3                   | Hendrik Dreekmann                 | Tomas Nydahl Kenny Thorne    | Michael Geserer Andrew Batie Patrick Baur Sandon Stolle  |
| 3 gennaio  | Wellington Challenger 1994 Wellington, Nuova Zelanda Cemento $50 000+H Singolare - Doppio         | Martin Blackman Kenny Thorne 6–7, 6–3, 6–4 | Sandon Stolle Simon Youl          | Tomas Nydahl Kenny Thorne    | Michael Geserer Andrew Batie Patrick Baur Sandon Stolle  |
| 24 gennaio | Intersport Heilbronn Open 1994 Heilbronn, Germania Sintetico Indoor $100 000+H Singolare - Doppio | Markus Zoecke 6–3, 6–4                     | Cristiano Caratti                 | Martin Sinner Carl-Uwe Steeb | Arne Thoms Omar Camporese Mario Visconti Mark Knowles    |
| 24 gennaio | Intersport Heilbronn Open 1994 Heilbronn, Germania Sintetico Indoor $100 000+H Singolare - Doppio | Ģirts Dzelde Mathias Huning 6–4, 6–2       | Omar Camporese Cristiano Caratti  | Martin Sinner Carl-Uwe Steeb | Arne Thoms Omar Camporese Mario Visconti Mark Knowles    |
| 24 gennaio | Mar del Plata Challenger 1994 Mar del Plata, Argentina Terra rossa $100 000 Singolare - Doppio    | Albert Costa 6–3, 3–6, 6–0                 | Gastón Etlis                      | Dinu Pescariu Franco Davín   | Filippo Messori Marcos Górriz Miguel Pastura Horst Skoff |
| 24 gennaio | Mar del Plata Challenger 1994 Mar del Plata, Argentina Terra rossa $100 000 Singolare - Doppio    | Lucas Arnold Ker Patricio Arnold 6–4, 7–5  | Filippo Messori Federico Mordegan | Dinu Pescariu Franco Davín   | Filippo Messori Marcos Górriz Miguel Pastura Horst Skoff |
| 31 gennaio | Lippstadt Challenger 1994 Lippstadt, Germania Sintetico ndoor $100 000 Singolare - Doppio         |                                            |                                   |                              |                                                          |
| 31 gennaio | Lippstadt Challenger 1994 Lippstadt, Germania Sintetico ndoor $100 000 Singolare - Doppio         |                                            |                                   |                              |                                                          |

## Febbraio
| Settimana   | Torneo                                                                                           | Campioni | Finalisti | Semifinalii | Eliminati ai quarti |
| ----------- | ------------------------------------------------------------------------------------------------ | -------- | --------- | ----------- | ------------------- |
| 7 febbraio  | Punta del Este Challenger 1994 Punta del Este, Uruguay Terra rossa $25 000+H Singolare - Doppio  |          |           |             |                     |
| 7 febbraio  | Punta del Este Challenger 1994 Punta del Este, Uruguay Terra rossa $25 000+H Singolare - Doppio  |          |           |             |                     |
| 7 febbraio  | Rennes Challenger 1994 Rennes, Francia Sintetico indoor $25 000+H Singolare - Doppio             |          |           |             |                     |
| 7 febbraio  |                                                                                                  |          |           |             |                     |
| 7 febbraio  | Volkswagen Challenger 1994 Wolfsburg, Germania Sintetico Indoor $100 000 Singolare - Doppio      |          |           |             |                     |
| 7 febbraio  |                                                                                                  |          |           |             |                     |
| 14 febbraio | Celle Challenger 1994 Celle, Germania Sintetico Indoor $100 000 Singolare - Doppio               |          |           |             |                     |
| 14 febbraio | Celle Challenger 1994 Celle, Germania Sintetico Indoor $100 000 Singolare - Doppio               |          |           |             |                     |
| 14 febbraio | Challenger DCNS de Cherbourg 1994 Cherbourg, Francia Sintetico Indoor $50 000 Singolare - Doppio |          |           |             |                     |
| 14 febbraio |                                                                                                  |          |           |             |                     |
| 21 febbraio | Indian Wells Challenger 1994 Indian Wells, USA Cemento $25 000 Singolare - Doppio                |          |           |             |                     |
| 21 febbraio | Indian Wells Challenger 1994 Indian Wells, USA Cemento $25 000 Singolare - Doppio                |          |           |             |                     |
| 28 febbraio | Belém Challenger 1994 Belém, Brasile Cemento $25 000 Singolare - Doppio                          |          |           |             |                     |
| 28 febbraio | Belém Challenger 1994 Belém, Brasile Cemento $25 000 Singolare - Doppio                          |          |           |             |                     |
| 28 febbraio | Garmisch Challenger 1994 Garmisch, Germania Sintetico Indoor $100 000 Singolare - Doppio         |          |           |             |                     |
| 28 febbraio |                                                                                                  |          |           |             |                     |

## Marzo
| Settimana | Torneo                                                                                          | Campioni | Finalisti | Semifinalii | Eliminati ai quarti |
| --------- | ----------------------------------------------------------------------------------------------- | -------- | --------- | ----------- | ------------------- |
| 21 marzo  | Agadir Challenger 1994 Agadir, Marocco Terra rossa $25 000 Singolare - Doppio                   |          |           |             |                     |
| 21 marzo  | Agadir Challenger 1994 Agadir, Marocco Terra rossa $25 000 Singolare - Doppio                   |          |           |             |                     |
| 28 marzo  | San Luis Potosí Challenger 1994 San Luis Potosí, Messico Terra rossa $25 000 Singolare - Doppio |          |           |             |                     |
| 28 marzo  | San Luis Potosí Challenger 1994 San Luis Potosí, Messico Terra rossa $25 000 Singolare - Doppio |          |           |             |                     |

## Aprile
| Settimana | Torneo                                                                                             | Campioni | Finalisti | Semifinalii | Eliminati ai quarti |
| --------- | -------------------------------------------------------------------------------------------------- | -------- | --------- | ----------- | ------------------- |
| 4 aprile  | Puerto Vallarta Challenger 1994 Puerto Vallarta, Messico Cemento indoor $25 000 Singolare - Doppio |          |           |             |                     |
| 4 aprile  | Puerto Vallarta Challenger 1994 Puerto Vallarta, Messico Cemento indoor $25 000 Singolare - Doppio |          |           |             |                     |
| 11 aprile | Monte Carlo Challenger 1994 Monte Carlo, Monaco Terra rossa $100 000 Singolare - Doppio            |          |           |             |                     |
| 11 aprile | Monte Carlo Challenger 1994 Monte Carlo, Monaco Terra rossa $100 000 Singolare - Doppio            |          |           |             |                     |
| 18 aprile | Nagoya Challenger 1994 Nagoya, Giappone Cemento indoor $25 000 Singolare - Doppio                  |          |           |             |                     |
| 18 aprile | Nagoya Challenger 1994 Nagoya, Giappone Cemento indoor $25 000 Singolare - Doppio                  |          |           |             |                     |
| 18 aprile | São Paulo Challenger 1994 San Paolo, Brasile Terra rossa indoor $100 000 Singolare - Doppio        |          |           |             |                     |
| 18 aprile | |          |           |             |                     |
| 25 aprile | Bogotà Challenger 1994 Bogotà, Colombia Terra rossa €42 000+H Singolare - Doppio                   |          |           |             |                     |
| 25 aprile | Bogotà Challenger 1994 Bogotà, Colombia Terra rossa €42 000+H Singolare - Doppio                   |          |           |             |                     |
| 25 aprile | Roma Challenger 1994 Roma, Italia Terra rossa €42 000+H Singolare - Doppio                         |          |           |             |                     |
| 25 aprile | |          |           |             |                     |
| 25 aprile | Taipei Challenger 1994 Taipei, Taiwan Cemento €42 000+H Singolare - Doppio                         |          |           |             |                     |
| 25 aprile | |          |           |             |                     |

## Maggio
| Settimana | Torneo                                                                               | Campioni | Finalisti | Semifinalii | Eliminati ai quarti |
| --------- | ------------------------------------------------------------------------------------ | -------- | --------- | ----------- | ------------------- |
| 2 maggio  | Cali Challenger 1994 Cali, Colombia Terra rossa €42 000+H Singolare - Doppio         |          |           |             |                     |
| 2 maggio  | Cali Challenger 1994 Cali, Colombia Terra rossa €42 000+H Singolare - Doppio         |          |           |             |                     |
| 2 maggio  | BMW Ljubljana Open 1994 Lubiana, Slovenia Terra rossa $100 000+H Singolare - Doppio  |          |           |             |                     |
| 2 maggio  |                                                                                      |          |           |             |                     |
| 2 maggio  | Malta Challenger 1994 Sliema, Malta Cemento $50 000+H Singolare - Doppio             |          |           |             |                     |
| 2 maggio  |                                                                                      |          |           |             |                     |
| 2 maggio  | Manila Challenger 1994 Manila, Filippine Cemento $50 000+H Singolare - Doppio        |          |           |             |                     |
| 2 maggio  |                                                                                      |          |           |             |                     |
| 9 maggio  | Dresden Challenger 1994 Dresda, Germania Terra rossa $100 000+H Singolare - Doppio   |          |           |             |                     |
| 9 maggio  | Dresden Challenger 1994 Dresda, Germania Terra rossa $100 000+H Singolare - Doppio   |          |           |             |                     |
| 9 maggio  | Jerusalem Challenger 1994 Gerusalemme, Israele Cemento $35 000+H Singolare - Doppio  |          |           |             |                     |
| 9 maggio  |                                                                                      |          |           |             |                     |
| 16 maggio | Budapest Challenger 1994 Budapest, Ungheria Terra rossa $35 000+H Singolare - Doppio |          |           |             |                     |
| 16 maggio | Budapest Challenger 1994 Budapest, Ungheria Terra rossa $35 000+H Singolare - Doppio |          |           |             |                     |
| 23 maggio | Bochum Challenger 1994 Bochum, Germania Terra rossa $35 000+H Singolare - Doppio     |          |           |             |                     |
| 23 maggio | Bochum Challenger 1994 Bochum, Germania Terra rossa $35 000+H Singolare - Doppio     |          |           |             |                     |
| 23 maggio | Mumbai Challenger 1994 Bombay, India Cemento $100 000 Singolare - Doppio             |          |           |             |                     |
| 23 maggio |                                                                                      |          |           |             |                     |
| 30 maggio | Annenheim Challenger 1994 Annenheim, Austria Erba €30 000+H Singolare - Doppio       |          |           |             |                     |
| 30 maggio | Annenheim Challenger 1994 Annenheim, Austria Erba €30 000+H Singolare - Doppio       |          |           |             |                     |
| 30 maggio | Schickedanz Open 1994 Fürth, Germania Terra rossa €30 000+H Singolare - Doppio       |          |           |             |                     |
| 30 maggio |                                                                                      |          |           |             |                     |
| 30 maggio | Tashkent Challenger 1994 Tashkent, Uzbekistan Terra rossa $50 000 Singolare - Doppio |          |           |             |                     |
| 30 maggio |                                                                                      |          |           |             |                     |
| 30 maggio | Torino Challenger 1994 Torino, Italia Terra rossa $50 000 Singolare - Doppio         |          |           |             |                     |
| 30 maggio |                                                                                      |          |           |             |                     |

## Giugno
| Settimana | Torneo                                                                                  | Campioni | Finalisti | Semifinalii | Eliminati ai quarti |
| --------- | --------------------------------------------------------------------------------------- | -------- | --------- | ----------- | ------------------- |
| 6 giugno  | Campinas Challenger 1994 Campinas, Brasile Terra rossa €42 000+H Singolare - Doppio     |          |           |             |                     |
| 6 giugno  | Campinas Challenger 1994 Campinas, Brasile Terra rossa €42 000+H Singolare - Doppio     |          |           |             |                     |
| 6 giugno  | Bulgarian Open Challenger 1994 Sofia, Bulgaria Terra rossa €42 000+H Singolare - Doppio |          |           |             |                     |
| 6 giugno  |                                                                                         |          |           |             |                     |
| 6 giugno  | Weiden Challenger 1994 Weiden, Germania Terra rossa $35 000+H Singolare - Doppio        |          |           |             |                     |
| 6 giugno  |                                                                                         |          |           |             |                     |
| 13 giugno | Kosice Challenger 1994 Košice, Slovacchia Terra rossa $100 000+H Singolare - Doppio     |          |           |             |                     |
| 13 giugno | Kosice Challenger 1994 Košice, Slovacchia Terra rossa $100 000+H Singolare - Doppio     |          |           |             |                     |
| 20 giugno | Nord LB Open 1994 Braunschweig, Germania Terra rossa €106 000+H Singolare - Doppio      |          |           |             |                     |
| 20 giugno | Nord LB Open 1994 Braunschweig, Germania Terra rossa €106 000+H Singolare - Doppio      |          |           |             |                     |
| 27 giugno | Montauban Challenger 1994 Montauban, Francia Terra rossa €42 000+H Singolare - Doppio   |          |           |             |                     |
| 27 giugno | Montauban Challenger 1994 Montauban, Francia Terra rossa €42 000+H Singolare - Doppio   |          |           |             |                     |
| 27 giugno | Oporto Challenger 1994 Porto, Portogallo Terra rossa $50 000 Singolare - Doppio         |          |           |             |                     |
| 27 giugno |                                                                                         |          |           |             |                     |
| 27 giugno | Copa Sevilla 1994 Siviglia, Spagna Terra gialla €42 000+H Singolare - Doppio            |          |           |             |                     |
| 27 giugno |                                                                                         |          |           |             |                     |

## Luglio
| Settimana | Torneo                                                                                   | Campioni | Finalisti | Semifinalii | Eliminati ai quarti |
| --------- | ---------------------------------------------------------------------------------------- | -------- | --------- | ----------- | ------------------- |
| 4 luglio  | West of England Challenger 1994 Bristol, Gran Bretagna Erba €42 000+H Singolare - Doppio |          |           |             |                     |
| 4 luglio  | West of England Challenger 1994 Bristol, Gran Bretagna Erba €42 000+H Singolare - Doppio |          |           |             |                     |
| 4 luglio  | Campos Challenger 1994 Campos do Jordão, Brasile Cemento €42 000+H Singolare - Doppio    |          |           |             |                     |
| 4 luglio  |                                                                                          |          |           |             |                     |
| 4 luglio  | Eisenach Challenger 1994 Eisenach, Germania Terra rossa €106 000+H Singolare - Doppio    |          |           |             |                     |
| 4 luglio  |                                                                                          |          |           |             |                     |
| 11 luglio | Comerica Bank Challenger 1994 Aptos, Stati Uniti Cemento $75 000 Singolare - Doppio      |          |           |             |                     |
| 11 luglio | Comerica Bank Challenger 1994 Aptos, Stati Uniti Cemento $75 000 Singolare - Doppio      |          |           |             |                     |
| 11 luglio | Neu Ulm Challenger 1994 Nuova Ulma, Germania Terra rossa $75 000 Singolare - Doppio      |          |           |             |                     |
| 11 luglio |                                                                                          |          |           |             |                     |
| 11 luglio | Newcastle Challenger 1994 Newcastle, Gran Bretagna Cemento €30 000 Singolare - Doppio    |          |           |             |                     |
| 11 luglio |                                                                                          |          |           |             |                     |
| 11 luglio | Ostend Challenger 1994 Ostenda, Belgio Terra rossa €30 000 Singolare - Doppio            |          |           |             |                     |
| 11 luglio |                                                                                          |          |           |             |                     |
| 18 luglio | Montebello Challenger 1994 Montebello, Canada Cemento €30 000 Singolare - Doppio         |          |           |             |                     |
| 18 luglio | Montebello Challenger 1994 Montebello, Canada Cemento €30 000 Singolare - Doppio         |          |           |             |                     |
| 18 luglio | Oberstaufen Cup 1994 Oberstaufen, Germania Terra rossa €30 000 Singolare - Doppio        |          |           |             |                     |
| 18 luglio |                                                                                          |          |           |             |                     |
| 18 luglio | Siemens Open 1994 Scheveningen, Paesi Bassi Terra rossa €85 000 Singolare - Doppio       |          |           |             |                     |
| 18 luglio |                                                                                          |          |           |             |                     |
| 18 luglio | Tampere Open 1994 Tampere, Finlandia Terra rossa €42 000 Singolare - Doppio              |          |           |             |                     |
| 18 luglio |                                                                                          |          |           |             |                     |
| 25 luglio | Poznań Challenger 1994 Poznań, Polonia Terra rossa $50 000 Singolare - Doppio            |          |           |             |                     |
| 25 luglio | Poznań Challenger 1994 Poznań, Polonia Terra rossa $50 000 Singolare - Doppio            |          |           |             |                     |
| 25 luglio | Prague Challenger 1994 Praga, Repubblica Ceca Terra rossa $75 000 Singolare - Doppio     |          |           |             |                     |
| 25 luglio |                                                                                          |          |           |             |                     |
| 25 luglio | Winnetka Challenger 1994 Winnetka, USA Cemento $50 000 Singolare - Doppio                |          |           |             |                     |
| 25 luglio |                                                                                          |          |           |             |                     |

## Agosto
| Settimana | Torneo                                                                                              | Campioni | Finalisti | Semifinalii | Eliminati ai quarti |
| --------- | --------------------------------------------------------------------------------------------------- | -------- | --------- | ----------- | ------------------- |
| 1º agosto | BH Tennis Open International Cup 1994 Belo Horizonte, Brasile Cemento $35 000+H Singolare - Doppio  |          |           |             |                     |
| 1º agosto | BH Tennis Open International Cup 1994 Belo Horizonte, Brasile Cemento $35 000+H Singolare - Doppio  |          |           |             |                     |
| 1º agosto | Cincinnati Challenger 1994 Cincinnati, USA Cemento $25 000 Singolare - Doppio                       |          |           |             |                     |
| 1º agosto | |          |           |             |                     |
| 1º agosto | Istanbul Challenger 1994 Istanbul, Turchia Cemento $100 000+H Singolare - Doppio                    |          |           |             |                     |
| 1º agosto | |          |           |             |                     |
| 8 agosto  | Levene Gouldin & Thompson Tennis Challenger 1994 Binghamton, USA Cemento $50 000 Singolare - Doppio |          |           |             |                     |
| 8 agosto  | Levene Gouldin & Thompson Tennis Challenger 1994 Binghamton, USA Cemento $50 000 Singolare - Doppio |          |           |             |                     |
| 8 agosto  | Brasilia Challenger 1994 Brasilia, Brasile Cemento $100 000 Singolare - Doppio                      |          |           |             |                     |
| 8 agosto  | |          |           |             |                     |
| 8 agosto  | Open Castilla y León 1994 Segovia, Spagna Cemento $125 000+H Singolare - Doppio                     |          |           |             |                     |
| 8 agosto  | |          |           |             |                     |
| 15 agosto | GHI Bronx Tennis Classic 1994 Bronx, USA Cemento $50 000 Singolare - Doppio                         |          |           |             |                     |
| 15 agosto | GHI Bronx Tennis Classic 1994 Bronx, USA Cemento $50 000 Singolare - Doppio                         |          |           |             |                     |
| 15 agosto | Fortaleza Challenger 1994 Fortaleza, Brasile Cemento $100 000 Singolare - Doppio                    |          |           |             |                     |
| 15 agosto | |          |           |             |                     |
| 15 agosto | IPP Trophy 1994 Ginevra, Svizzera Terra rossa $35 000+H Singolare - Doppio                          |          |           |             |                     |
| 15 agosto | |          |           |             |                     |
| 15 agosto | S Tennis Masters Challenger 1994 Graz, Austria Terra €30 000+H Singolare - Doppio                   |          |           |             |                     |
| 15 agosto | |          |           |             |                     |
| 22 agosto | Pilzen Challenger 1994 Plzeň, Repubblica Ceca Cemento $50 000 Singolare - Doppio                    |          |           |             |                     |
| 22 agosto | Pilzen Challenger 1994 Plzeň, Repubblica Ceca Cemento $50 000 Singolare - Doppio                    |          |           |             |                     |
| 29 agosto | Merano Challenger 1994 Merano, Italia Terra rossa $75 000 Singolare - Doppio                        |          |           |             |                     |
| 29 agosto | Merano Challenger 1994 Merano, Italia Terra rossa $75 000 Singolare - Doppio                        |          |           |             |                     |

## Settembre
| Settimana    | Torneo                                                                                    | Campioni | Finalisti | Semifinalii | Eliminati ai quarti |
| ------------ | ----------------------------------------------------------------------------------------- | -------- | --------- | ----------- | ------------------- |
| 5 settembre  | Azores Challenger 1994 Azzorre, Portogallo Cemento $50 000 Singolare - Doppio             |          |           |             |                     |
| 5 settembre  | Azores Challenger 1994 Azzorre, Portogallo Cemento $50 000 Singolare - Doppio             |          |           |             |                     |
| 5 settembre  | Natal Challenger 1994 Natal, Brasile Terra rossa $50 000 Singolare - Doppio               |          |           |             |                     |
| 5 settembre  |                                                                                           |          |           |             |                     |
| 5 settembre  | Venice Challenger 1994 Venezia, Italia Terra rossa $50 000 Singolare - Doppio             |          |           |             |                     |
| 5 settembre  |                                                                                           |          |           |             |                     |
| 12 settembre | Budapest Challenger 2 1994 Budapest, Ungheria Terra rossa $35 000+H Singolare - Doppio    |          |           |             |                     |
| 12 settembre | Budapest Challenger 2 1994 Budapest, Ungheria Terra rossa $35 000+H Singolare - Doppio    |          |           |             |                     |
| 12 settembre | Seoul Challenger Tennis 1994 Seul, Corea del Sud Terra rossa €35 000+H Singolare - Doppio |          |           |             |                     |
| 12 settembre |                                                                                           |          |           |             |                     |
| 19 settembre | Ciutat de Barcelona 1994 Barcellona, Spagna Terra rossa $50 000+H Singolare - Doppio      |          |           |             |                     |
| 19 settembre | Ciutat de Barcelona 1994 Barcellona, Spagna Terra rossa $50 000+H Singolare - Doppio      |          |           |             |                     |
| 19 settembre | Singapore Challenger 1994 Singapore, Singapore Cemento $50 000+H Singolare - Doppio       |          |           |             |                     |
| 19 settembre |                                                                                           |          |           |             |                     |
| 26 settembre | Recife Challenger 1994 Recife, Brasile Terra rossa $50 000 Singolare - Doppio             |          |           |             |                     |
| 26 settembre | Recife Challenger 1994 Recife, Brasile Terra rossa $50 000 Singolare - Doppio             |          |           |             |                     |

## Ottobre
| Settimana  | Torneo                                                                                            | Campioni | Finalisti | Semifinalii | Eliminati ai quarti |
| ---------- | ------------------------------------------------------------------------------------------------- | -------- | --------- | ----------- | ------------------- |
| 3 ottobre  | Dublin Challenger 1994 Dublino, Irlanda Sintetico indoor $50 000 Singolare - Doppio               |          |           |             |                     |
| 3 ottobre  | Dublin Challenger 1994 Dublino, Irlanda Sintetico indoor $50 000 Singolare - Doppio               |          |           |             |                     |
| 3 ottobre  | Monterrey Challenger 1994 Monterrey, Messico Cemento $25 000+H Singolare - Doppio                 |          |           |             |                     |
| 3 ottobre  |                                                                                                   |          |           |             |                     |
| 3 ottobre  | Ribeirão Preto Challenger 1994 Ribeirão Preto, Brasile Cemento $25 000+H Singolare - Doppio       |          |           |             |                     |
| 3 ottobre  |                                                                                                   |          |           |             |                     |
| 10 ottobre | Lima Challenger 1994 Lima, Perù Terra rossa $25 000+H Singolare - Doppio                          |          |           |             |                     |
| 10 ottobre | Lima Challenger 1994 Lima, Perù Terra rossa $25 000+H Singolare - Doppio                          |          |           |             |                     |
| 10 ottobre | Reunion Island Challenger 1994 Riunione, Francia Cemento $50 000+H Singolare - Doppio             |          |           |             |                     |
| 10 ottobre |                                                                                                   |          |           |             |                     |
| 17 ottobre | Challenger Ciudad de Guayaquil 1994 Guayaquil, Ecuador Terra rossa $25 000+H Singolare - Doppio   |          |           |             |                     |
| 17 ottobre | Challenger Ciudad de Guayaquil 1994 Guayaquil, Ecuador Terra rossa $25 000+H Singolare - Doppio   |          |           |             |                     |
| 17 ottobre | Jakarta Challenger 1994 Giacarta, Indonesia Cemento $25 000+H Singolare - Doppio                  |          |           |             |                     |
| 17 ottobre |                                                                                                   |          |           |             |                     |
| 17 ottobre | Ponte Vedra Challenger 1994 Ponte Vedra, USA Cemento $25 000+H Singolare - Doppio                 |          |           |             |                     |
| 17 ottobre |                                                                                                   |          |           |             |                     |
| 24 ottobre | Brest Challenger 1994 Brest, Francia Cemento indoor $35 000+H Singolare - Doppio                  |          |           |             |                     |
| 24 ottobre | Brest Challenger 1994 Brest, Francia Cemento indoor $35 000+H Singolare - Doppio                  |          |           |             |                     |
| 31 ottobre | Lambertz Open by STAWAG 1994 Aquisgrana, Germania Sintetico (indoor) €42 000+H Singolare - Doppio |          |           |             |                     |
| 31 ottobre | Lambertz Open by STAWAG 1994 Aquisgrana, Germania Sintetico (indoor) €42 000+H Singolare - Doppio |          |           |             |                     |

## Novembre
| Settimana   | Torneo                                                                                       | Campioni | Finalisti | Semifinalii | Eliminati ai quarti |
| ----------- | -------------------------------------------------------------------------------------------- | -------- | --------- | ----------- | ------------------- |
| 14 novembre | Glendale Challenger 1994 Glendale, USA Cemento $25 000+H Singolare - Doppio                  |          |           |             |                     |
| 14 novembre | Glendale Challenger 1994 Glendale, USA Cemento $25 000+H Singolare - Doppio                  |          |           |             |                     |
| 14 novembre | Nantes Challenger 1994 Nantes, Francia Cemento indoor €42 000+H Singolare - Doppio           |          |           |             |                     |
| 14 novembre |                                                                                              |          |           |             |                     |
| 21 novembre | Guadalajara Challenger 1994 Guadalajara, Messico Cemento indoor €42 000+H Singolare - Doppio |          |           |             |                     |
| 21 novembre | Guadalajara Challenger 1994 Guadalajara, Messico Cemento indoor €42 000+H Singolare - Doppio |          |           |             |                     |
| 21 novembre | Rogaska Challenger 1994 Rogaška, Slovenia Sintetico indoor $50 000+H Singolare - Doppio      |          |           |             |                     |
| 21 novembre |                                                                                              |          |           |             |                     |

## Dicembre
| Settimana   | Torneo                                                                                         | Campioni | Finalisti | Semifinalii | Eliminati ai quarti |
| ----------- | ---------------------------------------------------------------------------------------------- | -------- | --------- | ----------- | ------------------- |
| 5 dicembre  | Naples Challenger 1994 Naples, USA Terra verde $50 000+H Singolare - Doppio                    |          |           |             |                     |
| 5 dicembre  | Naples Challenger 1994 Naples, USA Terra verde $50 000+H Singolare - Doppio                    |          |           |             |                     |
| 5 dicembre  | Perth Challenger 1994 Perth, Australia Erba $25 000+H Singolare - Doppio                       |          |           |             |                     |
| 5 dicembre  |                                                                                                |          |           |             |                     |
| 5 dicembre  | Sao Luis Challenger 1994 São Luís, Brasile Cemento $25 000+H Singolare - Doppio                |          |           |             |                     |
| 5 dicembre  |                                                                                                |          |           |             |                     |
| 12 dicembre | Adelaide Challenger 1994 Adelaide, Australia Erba $25 000+H Singolare - Doppio                 |          |           |             |                     |
| 12 dicembre | Adelaide Challenger 1994 Adelaide, Australia Erba $25 000+H Singolare - Doppio                 |          |           |             |                     |
| 12 dicembre | Andorra Challenger 1994 Andorra, Andorra Cemento indoor $35 000+H Singolare - Doppio           |          |           |             |                     |
| 12 dicembre |                                                                                                |          |           |             |                     |
| 12 dicembre | Cologne Challenger 1994 Colonia, Germania Cemento indoor $35 000+H Singolare - Doppio          |          |           |             |                     |
| 12 dicembre |                                                                                                |          |           |             |                     |
| 12 dicembre | Unicredit Czech Open 1994 Prostějov, Repubblica Ceca Terra rossa €127 000+H Singolare - Doppio |          |           |             |                     |
| 12 dicembre |                                                                                                |          |           |             |                     |